# Trapaceae
Famille
Classification APG II (2003)
Classification APG III (2009)
Les Trapaceae (ou Trapacées en français) sont une famille de plantes à fleurs dicotylédones de l'ordre des Myrtales. Selon Watson & Dallwitz, elle comprend 30 espèces d'un seul genre : Trapa.
Ce sont des plantes herbacées aquatiques annuelles, hétérophylles, plus ou moins nageantes, des régions tempérées chaudes à tropicales. L'aire de répartition couvre l'Eurasie, la Malaisie et l'Afrique.
C'est la famille de la mâcre nageante ou châtaigne d'eau (Trapa natans) des lacs, bassins et canaux aux eaux riches en éléments nutritifs. Les fruits sont consommés comme légumes en Asie.

## Étymologie
Le nom vient du genre Trapa qui, selon Théis est : 

« Abrégé de calci-trapa, chausse-trape, machine de guerre à quatre pointes propre à arrêter la cavalerie. (en référence au) fruit du trapa commun, armé de quatre fortes épines.
Chausse-trape vient de calx pied et trap, piège, en celtique, dont attrape, trappe etc. en français.
Vulgairement ce fruit est appelé macre, qui est composé de ac, pointe en celtique toujours en raison de ses épines.
En anglais caltrop, corrompu de calci-trapa. »

## Classification
Dans le cadre de la classification phylogénétique APG III (2009), la famille des Trapaceae n'existe plus et le genre Trapa fait maintenant partie de la famille des Lythraceae.